# Tomasellia
Tomasellia A. Massal (rojec) – rodzaj grzybów z rodziny Naetrocymbaceae.

## Systematyka i nazewnictwo
Pozycja w klasyfikacji według Index Fungorum: Naetrocymbaceae, Incertae sedis, Incertae sedis, Dothideomycetes, Pezizomycotina, Ascomycota, Fungi.
Synonimy nazwy naukowej: Athrismidium Trevis.,
Beckhausia Hampe ex Körb.,
Chlorodothis Clem.,
Nothostroma Clem.,
Sciodothis Clem.,
Syngenosorus Trevis.,
Tomaselliomyces Cif. & Tomas.,
Uleodothella Syd. & P. Syd.
Nazwa polska według W. Fałtynowicza.

## Niektóre gatunki
- Tomasellia diffusa (Leight.) J. Lahm 1885
- Tomasellia gelatinosa (Chevall.) Zahlbr. 1922 – rojec skupiony

Nazwy naukowe na podstawie Index Fungorum. Uwzględniono tylko taksony zweryfikowane. Nazwy polskie według W. Fałtynowicza.